# Ermita de Sant Bartomeu (Riudecols)
L'Ermita de Sant Bartomeu és un monument protegit com a bé cultural d'interès local del municipi de Riudecols (Baix Camp).

## Descripció
És de planta rectangular amb obra de paredat i reforços de carreu i Contraforts laterals. Sobre l'antiga base medieval hom pot apreciar dues reformes o ampliacions.

## Història
Construïda sobre una base probablement medieval, hi ha constància que va ser edificada el 1702. A la Visita Pastoral de 1753 es diu que l'obra amenaçava ruïna i que s'havia de reparar. L'any 1766 s'insta perquè es compongui la paret que està pintada. El 1787 es va fer reparar la volta del cor i la balustrada. Al presbiteri aparegueren estrats amb tres paviments successius. Sembla que finalment fou destruïda durant la primera Guerra Carlina (1833-1839). Actualment l'ermita es troba gairebé del tot enrunada.